# 生活環境
生活環境（せいかつかんきょう）とは、人間が生活を行っていくうえでの周辺における物質面・精神面における環境の全体的な結びつきのことを言う。生物はそれぞれの生態系に合わせて自己の生命を維持し種を存続させるために、限られた広がりを持っている。こうした活動の範囲、地物や大気や他の生物などの条件によって成り立っており、この中で互いが影響し合ったり結びつき合ったりすることで形成されている。このような中で生活を送っている者と、それと関わっている全体的な関係というのが生活環境というわけである。
生活環境は、環境基本法においても用いられている言葉であり、ここでは人間が生活を行っていく上での環境に加えて、人間の生活と密接な関係のある財産や生物が存続していく上での環境ということまでも範囲となっている。ここで密接な関係のある生物とされているのが、人間が食用とするような動植物ということであり、このような動植物が生育をできるようにするために水質汚濁などといった事柄が規制されているということである。人類は地球上では高度な生物として人種や文明を越えて様々な生活様式が形成されて今日に至っている。